# Кучеренко, Валерий Михайлович
Валерий Михайлович Кучеренко (род. 20 марта 1948, Лубны, Полтавская область) — украинский и российский политик, народный депутат Украины 3-го созыва.

## Биография
Родился 20 марта 1948 года в г. Лубны Полтавской области. Украинец.
С 1965 по 1968 год служил в армии. Участник боевых действий в Афганистане, председатель Союза советских офицеров Крыма, советник ЦК ВЛКСМ при Демократической организации молодежи Афганистана (1984—1985 гг.). За службу в Афганистане награждён медалями. В 1968—1970 — методист, фрезеровщик Симферопольского электротехнического завода. В 1970—1979 гг. — фрезеровщик Симферопольского завода железобетонных изделий треста «Укрводжелезобетон» и завода продовольственного машиностроения им. Куйбышева, г. Симферополь. В 1978 году окончил Одесский национальный университет имени И. И. Мечникова, юридический факультет, специальность «правоведение».
В 1979—1998 гг. ответственный исполнитель, заместитель председателя, затем председатель Крымского бюро международного молодёжного туризма «Спутник», г. Симферополь
Член КПУ. Народный депутат Украины 3 созыва 03.1998-04.2002 от КПУ, № 65 в списке. На время выборов: глава Крымского бюро международного молодёжного туризма «Спутник». Член комитета по вопросам правовой реформы (с 07.1998, с 2000 — Комитет по вопросам правовой политики); член фракции КПУ (с 05.1998). Затем депутат Верховной Рады Автономной республики Крым (с 04.2006); 1-й секретарь Симферопольского горкома КПУ, секретарь Крымского рескома КПУ.
В 2006 г. назначен руководителем аппарата при председателе правления ГАО «Черноморнефтегаз» (до 2010 г.).
В 2010—2012 гг. вёл предпринимательскую деятельность в Крыму.
Председатель Совета Крымской Республиканской имени Маршала Жукова и организации Всеукраинского союза советских офицеров в 2011—2014 гг. Президент Федерации авиационных видов спорта Крыма.
После аннексии Крыма Россией принял российское гражданство, вступил в КПРФ. В 2019 году баллотировался в депутаты Государственного совета Республики Крым, но не был избран.
С января 2019 г. — первый секретарь Симферопольского горкома КПРФ.

## Семья
Женат, имеет 2 дочерей.

## Награды
- Медаль «50 лет Вооруженных Сил СССР» (1968)
- Медаль «За доблестный труд в ознаменование 100-летия со дня рождения В. И. Ленина» (1970)
- Почетная грамота Президиума Верховной Рады Автономной Республики Крым (1999)
- Медаль «Защитнику Отчизны» (2000)
- Почетное звание «Заслуженный работник местного самоуправления в Автономной Республике Крым» (2008)[5]